# Lynn (Indiana)
Lynn – miasto w Stanach Zjednoczonych, w stanie Indiana, w hrabstwie Grant.